# 松漠紀聞
『松漠紀聞』（しょうばくきぶん）は、中国南宋人の洪皓が撰した金朝における見聞録。紹興26年（1156年）刊。

## 概要
洪皓は建炎3年（1129年）に金に派遣され、捕虜の宋帝欽宗らの返還交渉をおこなったが、金の傀儡国家である劉斉に仕えるよう迫られ、拒否したため中国東北部（現在の通遼市 - 赤峰市）に15年間抑留されときに、当地の風俗などの見聞をまとめたものである。

『松漠紀聞』は、女真完顔部の先祖であり、金朝の始祖である函普を「新羅人」と記録している。これを根拠に韓国・北朝鮮では女真のルーツは朝鮮民族であるという主張がある。しかしながら、史料解釈に問題があり、中国・日本などから批判されている。